# Thomas Bertram Lonsdale Webster
Thomas Betram Lonsdale Webster (3 luglio 1905 – Stanford, 31 maggio 1974) è stato un grecista britannico.
Docente all'University College (Londra) dal 1948 al 1968 e alla Stanford University dal 1968 al 1974, è noto per i suoi studi su Sofocle e Menandro.